# Heraclàs

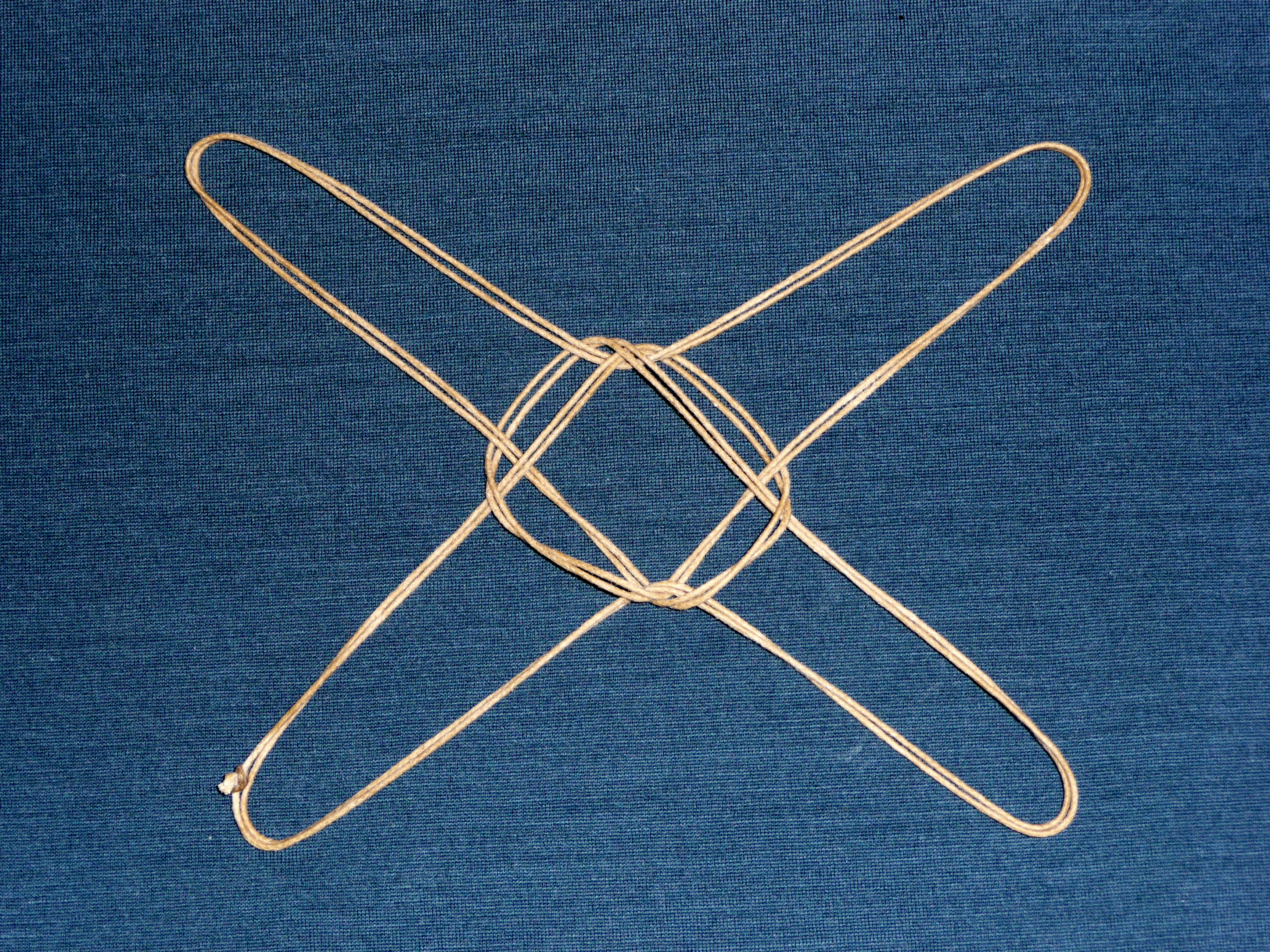
El nus XIII d'Heraclàs, el plinthios brokhos està fet de la mateixa manera que el joc del cordill. Aquest exemple està format amb un doble cordó per a una millor visibilitat.

Heraclàs (grec antic: Ἡρακλᾶς) fou un metge grec del segle I que va fer diverses descripcions de nusos i cabestrells que s'han conservat al llibre 48 de l'obra d'Oribasi Col·leccions mèdiques (Ἰατρικαὶ Συναγωγαί, Iatrikai Synagogai) sota el títol D'Heraclàs.
Descrivint-los en detall, Heraclàs analitza 16 nusos i cabestrells diferents incloent el primer relat conegut sobre la figura del cordill plegat. Les il·lustracions d'acompanyament dels nusos es van afegir més tard per part dels copistes del Renaixement, però l'anàlisi moderna dels escrits per experts en nusos ha demostrat que molts d'aquests primers dibuixos poden contenir errors o males interpretacions significatives.

## Els nusos identificats
La comprensió actual de nusos d'Heraclàs resulta principalment de l'anàlisi i identificació de Hjalmar Öhrvall, Lawrence G. Miller, i Cyrus L. Day, tot i que es continuen fent millores i interpretacions lleugerament diferents.La següent taula mostra els nusos que es creu que han estat descrits per Heraclàs
| Capítol | Nom grec                               | Nom traduït                      | Equivalent modern                          |
| ------- | -------------------------------------- | -------------------------------- | ------------------------------------------ |
| I       | ertos brokhos                          | nus roscat                       | nus d'alosa                                |
| II      | nautikos brokhos                       | nus nàutic                       | nus de pardal                              |
| III     | khiestos brokhos                       | nus creuat                       | nus de ris doble                           |
| IV      | boukolikos brokhos o sandalios brokhos | nus pastoral o nus sandali       | variant del nus de ris doble               |
| V       | drakon brokhos                         | nus del drac                     | variant del nus de ris doble               |
| VI      | haploun hamma brokhos                  | nus d'una sola corda             | (sense nom modern)                         |
| VII     | lykos brokhos                          | nus del llop                     | nus pla                                    |
| VIII    | herakleotikon hamma                    | nus d'Hèrcules                   | nus pla                                    |
| IX      | haplous karkhesios brokhos             | nus de l'única gerra             | "nus dels enamorats" (TABOK #1038)         |
| X–XII   | diplous karkhesios brokhos             | nus de la doble gerra            | nus d'ampolla                              |
| XIII    | tetrakyklos plinthios brokhos          | nus rectangular de quatre bucles | Figura de cadena, "El sol es va ennuvolar" |
| XIV     | epankylotos brokhos                    | nues entrecreuat                 | nus de les manilles                        |
| XV      | ota brokhos                            | nus de l'orella                  | (sense nom modern)                         |
| XVI     | diankylos brokhos                      | nus del doble bucle              | (sense nom modern                          |
| XVII    | ankhon brokhos                         | nus escanyador                   | nus dels enamorats (TABOK #1038)           |
| XVIII   | hyperbatos brokhos                     | nus transposat                   | nus de pardal                              |